# Clara Brett Martin
Clara Brett Martin, född 1874, död 1923, var en kanadensisk jurist. 
Hon blev 1897 landets första kvinnliga advokat. 